# Kirchplatz (Ruhland)
Der Kirchplatz ist ein Platz im alten Stadtkern der Kleinstadt Ruhland im Landkreis Oberspreewald-Lausitz im Süden des Landes Brandenburg. An Seiten des kleinen Platzes befinden sich Baudenkmale. Im Zentrum steht die denkmalgeschützte evangelische Kirche, im Pfarrhaus ist das Büro der evangelischen Kirchgemeinde Ruhland.

## Lage und Gestaltung
Der Kirchplatz liegt westseitig an der Kirchgasse mit kurzer Verbindung zu Markt und Bahnhofstraße, wo nochmals Verbindung zum Markt sowie zum Brauhausplatz besteht. Auf der Ostseite liegen postalisch zum Platz gehörende weitere Ausgänge zur Bahnhofstraße und Hospitalstraße. Die Bahnhofstraße vom Markt im Westen zum denkmalgeschützten Gebäude Bahnhofstraße 25 / Ecke Brauhausplatz im Osten ist als Fußgängerzone umgebaut. In Höhe der Kirche steht dort das Germania-Denkmal in einer kleinen Grünanlage zwischen Bahnhofstraße und Kirchplatz.

## Geschichte
Die Geschichte des Platzes ist eng mit der Geschichte der Kirche verbunden. Bis zur Einrichtung des jetzigen Friedhofs wurden die Toten auf dem Kirchhof und hochrangige, angesehene Bürger und Geistliche in der Kirche selbst bestattet. Reste von Friedhofsmauern wurden östlich und westlich des Kirchplatzes gefunden. Die jetzige Form des Platzes und die umgebenden Gebäude stammen aus dem Wiederaufbau nach dem letzten großen Stadtbrand von 1768.

### Evangelische Kirche
Die Kirche hatte mehrere Vorgängerbauten, zuletzt aus dem 15. Jahrhundert. Bei einem Brand 1768 wurde auch dieser zerstört. 1772–1774 wurde die Kirche nach Plänen von Samuel Locke wieder aufgebaut und erneuert, wobei Mauern (insbesondere der Sakristei) und Fundamente mit einbezogen wurcen. 1991 wurde die Kirche renoviert. Im Inneren befindet sich ein Taufstein aus dem Jahre 1710. 2005/6 wurde das Fundament des Kirchturms durch Betoninjektion stabilisiert.

### Schulen am Kirchplatz

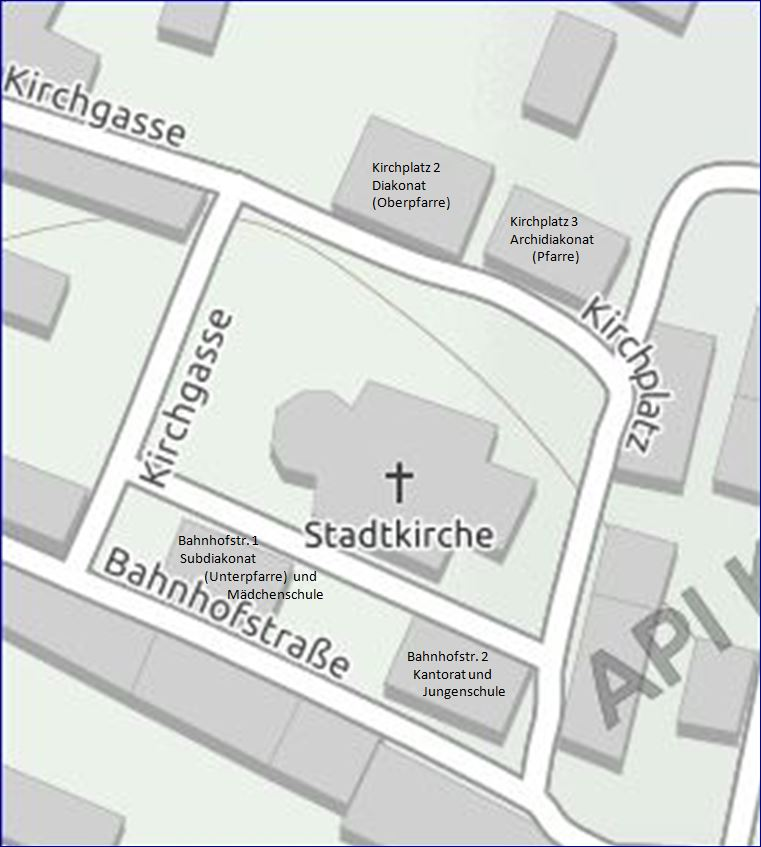
Gebäudenutzung vor 1900

Schulgebäude oder Unterrichtsräume fanden anlässlich der Stadtbrände 1548, 1624, 1661 und 1768 chronistische Erwähnung.
1744 richtete man „neben der bestehenden Kantorschule eine Mädchenschule“ ein. 1776 wurde nach einem Stadtbrand „die neue Schule, das jetzige Kantorat“ am Kirchplatz gebaut. Dies „erforderte insgesamt 836 Tlr.23Gr. 9Pfg.“. 1840 wurde durch Oberpfarrer Fürbringer die Elementarschule bis zur 3. Schulklasse eingerichtet, Unterrichtsräume waren im Kantorat (und weitere im „Spittel“ (Hospital)). 1870 gab es im Kantorat unter Leitung von Kantor Endemann eine Knabenklasse (10–14-Jährige), „die Anfängerklasse befand sich am Kirchplatz neben der heutigen Gastwirtschaft Clausnitzer“ (und eine Mädchenklasse „im alten Rathaus“ (jetzt Lindenplatzschule) unter Lehrer Ackermann).

### Bismarck-Denkmal
Das 2 ½ m hohe Denkmal aus Sandstein gegenüber der Oberpfarre wurde am 1. April 1895 eingeweiht und war Otto von Bismarck zu seinem 80. Geburtstag vom Heimatverein Ruhland gewidmet; daneben wurde eine Eiche gepflanzt. Das Denkmal wurde 1945 abgetragen und ist in der örtlichen Denkmalsliste verzeichnet, die Eiche steht noch.

### Germania-Denkmal
1875 wurde das sogenannte Germania-Denkmal zum Gedenken an die in den Kriegen 1866 und 1870/71 gefallenen Ruhlander Bürger auf dem Brauhausplatz erbaut und eingeweiht. 1939 wurde das Denkmal aus verkehrstechnischen Gründen an den jetzigen Standort zwischen Kirchplatz und Bahnhofstraße umgesetzt.

### Jüngere Geschichte
1996/97 wurde der Kirchplatz als Bestandteil des Sanierungsgebietes „Ruhlander Stadtkern“ neu gestaltet.

## Baudenkmäler

### Evangelische Stadtkirche
Die Kirche hatte mehrere Vorgängerbauten, zuletzt aus dem 15. Jahrhundert. Bei einem Brand 1768 wurde auch dieser zerstört. 1772–1774 wurde die Kirche nach Plänen von Samuel Locke wieder aufgebaut und erneuert. 1991 wurde die Kirche renoviert. Im Inneren befindet sich ein Taufstein aus dem Jahre 1710. 2005/6 wurde das Fundament des Kirchturms durch Betoninjektion stabilisiert. Im örtlichen Denkmalverzeichnis ist das Bauwerk unter der Erfassungsnummer 09120217 verzeichnet.

### Eiche am Standort des ehemaligen Bismarck-Denkmals
Das 2 ½ m hohe Bismarck-Denkmal aus Sandstein gegenüber der Oberpfarre aus dem Jahre 1895 existiert nicht mehr, aber es ist in der örtlichen Denkmalliste verzeichnet. Die daneben gepflanzte ehemalige Bismarck-Eiche steht noch, hat sich gut entwickelt und ist in der örtlichen Liste der Gedenkbäume.

### Bahnhofstraße 1
Das Gebäude an der Südwestecke des Platzes ist nach dem Stadtbrand 1768 erbaut und 1880 erweitert oder saniert worden. Es ist 2-geschossig, 5- und 2-achsig mit zum Platz und zur Bahnhofstraße traufständigem Krüppelwalmdach (liegender Dachstuhl). Der Keller im Ostteil hat ein Tonnengewölbe, im Obergeschoss gibt es einen alkovenartigen Raum. Es diente als Wohn- und Kirchendiensthaus, vor 1900 Subdiakonat / Unterpfarre (auch Kapellprediger der Schlosskapelle Guteborn) und Mädchenschule. Im örtlichen Denkmalverzeichnis ist das Bauwerk unter der Erfassungsnummer 09120321 verzeichnet.

### Germania-Denkmal
Seit 1939 steht das Germania-Denkmal in einer kleinen Grünanlage zwischen Bahnhofstraße und Kirchplatz. Im örtlichen Denkmalverzeichnis ist das Denkmal unter der Erfassungsnummer 09120359 verzeichnet.

### Hofgebäude von Berliner Straße 16
Das Gebäude an der Nordwestecke des Platzes ist um 1770 mit verputztem Ziegelmauerwerk erbaut und besitzt ein Satteldach mit einfach stehendem Dachstuhl sowie eine Oberlaubengalerie. Das Untergeschoss ist massiv, Obergeschoss mit Fachwerk. Im örtlichen Denkmalverzeichnis ist das Bauwerk unter der Erfassungsnummer 09120368 verzeichnet, steht aber in der Landesliste unter Berliner Straße 17.

### Pfarrhaus Kirchplatz 2
Das Gebäude an der Nordwestecke des Platzes ist frühestens um 1700 aus Ziegeln erbaut. Das Gebäude ist zweigeschossig, 5-achsig mit Krüppelwalmdach (liegender Dachstuhl, traufständig zum Platz). Unter dem östlichen Teil ist ein Keller mit Tonnengewölbe. Im örtlichen Denkmalverzeichnis ist das Bauwerk unter der Erfassungsnummer 09120318 verzeichnet. Nutzung als Pfarrhaus, jetzt Gemeindebüro, früher Diakonat und Subdiakonat.